# 林一峰
林一峰（英語：Chet Lam，1976年4月11日—），2024年起英文名改採用「Yatfung Lam」，英屬香港出生，祖籍廣東潮州，香港創作男歌手，是香港歌唱創作組合3P成員；亦曾是80-90年代香港電台教育電視節目的小演員。小學就讀中華基督教會基華小學，中學就讀中華基督教會協和書院 。他是香港歌唱創作二人女子組合at17成員林二汶的哥哥，兩人經常合作演出。林未受過正統音樂訓練，靠自學而學懂彈結他、作曲、寫詞；除了大量替其他歌手創作及製作外，林成立了兩間工作室：LYFE及思人創作，推出過十多張粵語、國語跟英語專輯，替自己及其他音樂單位舉辦音樂演出。文字方面，林已經推出了9本著作，包括2014年集音樂專輯、旅行故事、中英對照食譜於一身的《慢煮快活》。

## 個人簡介
林一峰生於油麻地廣華醫院，他早年於坪石邨居住的，他是在彩虹邨和慈雲山上學的，小學五、六年班開始接拍香港電台教育電視節目。他能操流利的粵語、英語及國語，故其作品經常以這三種語言演繹；學生時代已經常參加音樂相關表演，分別於1993年、1998年和2003年於商業二台主持《一切從音樂開始》、《大家好聲》及《一人一結他》等音樂節目。
林一峰擁有自己的創作室LYFE Music，2003年出道時就憑首張專輯《床頭歌》奠定其於香港甚至中國城市民謠代表的地位。近年他積極替其他音樂單位舉辦音樂會，如農夫、My Little Airport、at17、張懸、The Pancakes、林小寶及野仔等。
林一峰與其妹林二汶來自屋邨家庭，小時候的目標是成為作家，但他的聲線早在學生時代已嶄露頭角，有說他早年唱腔酷似台灣歌手張信哲，多次獲得學界唱歌比賽的獎項。
1994年，林一峰在中學上化學課時因過於沉悶而寫了第一首歌《拾荒》（此曲曾在2012年Now TV 101台《18/22》節目內公開演出過一次）。1995年，聽到了珍妮斯·艾恩的《Light A Light》，決定做音樂（林一峰最先聽到的為齊豫的版本）。
1996年，林一峰入讀香港城市大學主修工商管理學士——國際商業（日本研究），同時開始與流行樂壇結緣。他獲發表的第一首作品是1998年張智霖的《像我的人》，個人亦在大學的歌唱比賽中屢獲殊榮。1999年曾與徐繼宗、區永權和陳鳳與滾石唱片簽約組成星盒子，但組合尚未推出作品時就以私人理由離開。2000年完成學位課程後，他全職投入音樂工作，曾與少爺占和茜利妹玩票性質地組成3P，推出唱片《Love Music》及《人人音樂》。
2002年，他於著名網絡歌手網頁滾石可樂發表了其成名作《The Best Is Yet To Come》。
2003年，林一峰成立自組的LYFE創作室（Lam Yat Fung Entertainment Ltd.），發表首張粵語唱片《床頭歌》，並與W創作社和茜利妹推出音樂劇場《馴情記》，並從此開始與W創作社兩年一度的合作，長達10年；因為此劇在文化及商業上的成功，之後數年也有不少歌手參與劇場演出，如何韻詩、陳奕迅、張敬軒、王菀之等。
2004年3月，他與好友兼香港獨立音樂組合the pancakes及Ketchup，於香港藝術節期間舉行Viva-Indie Concert「1.2.3到你！」音樂會。同年10月，於香港伊利莎伯體育館舉行首場個人音樂會「林一峰遊樂會Chet Lam Travelling Live 2004」。
2005年，與W創作社合辦及邀得蘇玉華一同主演音樂劇場《你今日拯救咗地球未呀?》，同年亦舉行了「楊千嬅 × 林一峰拉闊音樂會」。
2006年，推出英文專輯Camping，並首次以LYFE名義舉辦音樂會《Camping in Hong Kong Live》，其後開始活躍於大小演唱會，在香港由藝術中心壽臣劇院，到紅磡體育館也有演出，也經常到中國大陸、台灣、加拿大表演；2007年3月，LYFE創作室為野仔及農夫於香港藝術中心分別舉辦各兩場音樂會。同年4月，與W創作社和東亞娛樂推出音樂劇場《一期一會》，並於7月重演，以翻唱已故歌手陳百強的十數首經典金曲串連全劇；同劇經典演員包括趙學而及at17成員盧凱彤；2012年成立非牟利機構《思人創作》，首個舉辦的演出為五月荒井壯一郎的敲擊音樂會；8月至9月期間，舉辦The Future Sounds of Hong Kong Music Festival，邀請五對香港獨立樂隊作專場表演，包括觸執毛、Modern Children、RedNoon、Supper Moment和ToNick。
2013年推出專輯《Oh My Goodness》，結集了多年來為不同社會及環保議題創作及演唱的作品，包括2010年國家地理雜誌頻道海洋年主題曲《Ocean》，2011/12年「地球一小時」香港主題曲《Light up Your Dreams》 ，2012香港政府「健康生活由你起」宣傳片主題曲《12345》等。
2014年，與友人成立《Leif Creative》，創作及出版集音樂，旅行與中英對照食譜於一身的案子《慢煮快活》(Slow Food in Asian's fast Cities)。
2015年，林一峰連同音樂人馮頴琪、謝國維，以及香港多媒體創作/製作公司Why Interactive推出專為獨立音樂而設的眾籌網站《音樂蜂》www.MusicBee.cc，希望為更多獨立音樂人提供機會。
2019年，六月，將與香港中樂團合辦音樂會，用音樂帶觀眾旅遊。

## 音樂作品

### 專輯
| 錄音室專輯 - 林一峰的床頭歌（2003年1月24日） - Travelogue 1 遊樂（2003年7月8日） - Travelogue 2 一個人在途上（2004年10月6日） - Camping（2006年4月3日） - 思生活（2007年2月16日） - Travelogue 3 城市旅人（2008年1月31日） - 思路（2009年6月23日） - Back to the Stars（2010年5月7日） - One Magic Day（2011年9月15日） - 愛鄖書（2012年9月12日） - Oh My Goodness（2013年3月14日） - 林一峰作品集（2014年1月3日） - Crossroads（2015年7月7日） - 絕對清白（2017年4月19日） - 細水如歌（2017年10月26日） - Travelogue 4 Escape（2018年11月14日） - Born in Kowloon（2020年6月18日） - Back to One 思源（2021年7月23日） - 子曰（2022年4月11日） - Back to the Stars Again（中文版）（2022年7月15日） - Back to the Stars Again（2022年7月15日） - Transform - Volume 1（2022年10月7日） - Transform - Volume 2（2022年11月4日） - 床頭歌（失眠20年）（2023年2月14日） - 在一起（2023年8月18日） - Traveling Light（2025年4月11日） 精選專輯 - 這一路走來（2005年） - 家課（2012年） - The Indie Files（2023年3月25日） - 作業（2024年5月14日） EP - 夜生活（2007年） - 三種幸福（2007年） - 戀愛總是平靜地意外...來臨（2010年2月2日） - One Magic Christmas（2011年） - 愛鄖書．續篇（2014年2月19日） - Cooking Music（2014年9月30日） - My Demos Vol. 1（2014年） - Waves（2021年9月） - It's Hard to Say Goodbye（2022年6月12日） - 愛與心（2022年7月15日） - Off Tracks（2022年8月12日） - 19（2023年9月11日） | 原聲帶 - 你今日拯救咗地球未呀（2005年8月1日） - 一期一會（2007年4月24日） 混音專輯 - Transform（Volume 1）（2022年6月10日） - Transform（Volume 2）（2022年11月14日） 現場錄音專輯 - Traveling Live 2004（2004年） - Camping in Hong Kong（2006年） - 林一峰@3G門戶星海唱遊（2008年） - The Storyteller Concert（2008年） - One Cake One Live（2008年） - One Magic Day Live（2011年） - Dream On Live 2013（2013年） - One Magic Cabaret（2013年） - Made in Hong Kong 林一峰x香港中樂團（2016年） - 林一峰x香港中樂團（第二章）（2022年12月19日） - Live Biography (Volume 1 - Small Delights)（2025年3月28日） 合輯 - Freeplay（與The Pancakes、Ketchup合輯；2004年） - 一舞傾情：楊千嬅x林一峰拉闊音樂會（與楊千嬅合輯；2005年） - 為你含情（與My Little Airport合輯；2008年） - 山谷裡的音樂（與小娟合輯；2009年） - 好天氣（與林二汶合輯；2009年） - 一峰二汶好天氣演唱會Live（與[林二汶合輯；2009年） - 一峰不能藏二汶演唱會Live（與林二汶合輯；2010年） - 花訣（與黃馨合輯；2011年） 作品集專輯 - 粵語作品集24首（2025年） - 國語作品集24首（2025年） |

### 派台歌曲成績
註：組合名義的派台歌，請參閱3P之頁面。
| 派台歌曲成績（四台）                | 派台歌曲成績（四台）         | 派台歌曲成績（四台） | 派台歌曲成績（四台） | 派台歌曲成績（四台） | 派台歌曲成績（四台） | 派台歌曲成績（四台）                 | 派台歌曲成績（四台）                                            |      |
| ----------------------------------- | ---------------------------- | -------------------- | -------------------- | -------------------- | -------------------- | ------------------------------------ | --------------------------------------------------------------- | ---- |
| 唱片                                | 歌曲                         | 903                  | RTHK                 | 997                  | TVB                  | 備註                                 | 備註                                                            |      |
| 2002年                              |                              |                      |                      |                      |                      |                                      |                                                                 |      |
| 林一峰的床頭歌                      | 19                           | 7                    | -                    | -                    | -                    |                                      |                                                                 |      |
| 林一峰的床頭歌                      | The Best is Yet to Come      | 10                   | -                    | -                    | -                    |                                      |                                                                 |      |
| 2003年                              |                              |                      |                      |                      |                      |                                      |                                                                 |      |
| 林一峰的床頭歌                      | 雪糕車                       | 16                   | -                    | -                    | -                    |                                      |                                                                 |      |
| 林一峰的床頭歌                      | 青草地 溪水旁                | 5                    | -                    | -                    | -                    |                                      |                                                                 |      |
| No War Peace On Earth               | 上帝笑了                     | 12                   | -                    | -                    | -                    |                                      |                                                                 |      |
|                                     | 最後一首歌                   | 11                   | -                    | -                    | -                    |                                      |                                                                 |      |
| 遊樂                                | 離開是為了回來               | 7                    | -                    | -                    | -                    |                                      |                                                                 |      |
| 陳輝陽鋼琴作品集3                   | 上一次流淚                   | 10                   | -                    | -                    | -                    | 翻唱鄭秀文作品                       | 翻唱鄭秀文作品                                                  |      |
| 遊樂                                | 重回布拉格                   | 4                    | -                    | -                    | -                    |                                      |                                                                 |      |
| 2004年                              |                              |                      |                      |                      |                      |                                      |                                                                 |      |
| 遊樂                                | 應該拍下照片                 | -                    | -                    | -                    | -                    |                                      |                                                                 |      |
| Freeplay                            | ABC餐                        | 14                   | -                    | -                    | -                    | 與Ketchup、The Pancakes合唱          | 與Ketchup、The Pancakes合唱                                     |      |
| Until We Meet Again                 | 花街七十號                   | 5                    | -                    | -                    | -                    | 翻唱林子祥作品                       | 翻唱林子祥作品                                                  |      |
| 麥兜菠蘿油王子電影原聲大碟          | 悠悠的風                     | -                    | -                    | -                    | -                    | feat. 香港童聲合唱天地               | feat. 香港童聲合唱天地                                          |      |
|                                     | 肥貓最強                     | -                    | -                    | -                    | -                    | 與周國賢、at17、薛凱琪合唱           | 與周國賢、at17、薛凱琪合唱                                      |      |
| 一個人在途上                        | CL411                        | 16                   | -                    | -                    | -                    |                                      |                                                                 |      |
| 一個人在途上                        | 冷熱之間                     | 1                    | 3                    | -                    | -                    |                                      |                                                                 |      |
| 2005年                              |                              |                      |                      |                      |                      |                                      |                                                                 |      |
| 一個人在途上                        | 說說自己的故事               | 18                   | -                    | -                    | -                    |                                      |                                                                 |      |
| 你今日拯救咗地球未呀?               | 給最開心的人                 | 4                    | -                    | -                    | -                    |                                      |                                                                 |      |
| 2007年                              |                              |                      |                      |                      |                      |                                      |                                                                 |      |
| 思生活                              | 煙圈和肥皂泡                 | 11                   | -                    | -                    | -                    |                                      |                                                                 |      |
| 思生活                              | 與你共枕                     | 18                   | -                    | -                    | -                    |                                      |                                                                 |      |
| 一期一會 Music Theatre Soundtrack   | 當我想起你                   | -                    | -                    | -                    | -                    | 翻唱陳百強作品                       | 翻唱陳百強作品                                                  |      |
| 一期一會 Music Theatre Soundtrack   | 一期一會                     | 3                    | 7                    | -                    | -                    |                                      |                                                                 |      |
| 思生活                              | 燃                           | -                    | -                    | -                    | -                    |                                      |                                                                 |      |
| 2008年                              |                              |                      |                      |                      |                      |                                      |                                                                 |      |
| 城市旅人                            | 剛點起煙車就來               | 7                    | -                    | -                    | -                    |                                      |                                                                 |      |
| 城市旅人                            | 象鼻尾貓                     | 1                    | -                    | 1                    | -                    | 兩台冠軍歌                           | 兩台冠軍歌                                                      |      |
| 城市旅人                            | 紅河村                       | -                    | -                    | -                    | 2                    |                                      |                                                                 |      |
| 2009年                              |                              |                      |                      |                      |                      |                                      |                                                                 |      |
| Oh My Goodness                      | Light Up Your Dreams         | 12                   | -                    | -                    | -                    |                                      |                                                                 |      |
| 思路                                | 遊子意                       | 2                    | -                    | -                    | -                    |                                      |                                                                 |      |
| 思路                                | 維多利亞                     | -                    | -                    | -                    | -                    |                                      |                                                                 |      |
| 好天氣                              | 好天氣                       | 2                    | 9                    | -                    | -                    | 與林二汶合唱                         | 與林二汶合唱                                                    |      |
| 思路                                | 心雪                         | -                    | -                    | -                    | -                    |                                      |                                                                 |      |
| 2010年                              |                              |                      |                      |                      |                      |                                      |                                                                 |      |
| 戀愛總是平靜地意外來臨              | In Love Again                | 9                    | -                    | -                    | -                    |                                      |                                                                 |      |
| 戀愛總是平靜地意外來臨              | 一線                         | -                    | -                    | -                    | -                    |                                      |                                                                 |      |
| When She Sings                      | 三                           | 3                    | 9                    | -                    | 1                    | 與林二汶合唱                         | 與林二汶合唱                                                    |      |
| 2011年                              |                              |                      |                      |                      |                      |                                      |                                                                 |      |
| 花訣                                | 桂花釀                       | 7                    | -                    | -                    | -                    | 與黃馨合唱                           | 與黃馨合唱                                                      |      |
| 花訣                                | 蜜糖毒                       | -                    | -                    | -                    | -                    | 與黃馨合唱                           | 與黃馨合唱                                                      |      |
| One Magic Day                       | 錯得對                       | 17                   | -                    | -                    | -                    |                                      |                                                                 |      |
| One Magic Day                       | 回到花開的那天               | -                    | -                    | -                    | -                    |                                      |                                                                 |      |
| 2012年                              |                              |                      |                      |                      |                      |                                      |                                                                 |      |
| 家課                                | 向著陽光                     | 10                   | 17                   | 3                    | -                    |                                      |                                                                 |      |
| One Magic Day                       | 簡單不簡單                   | 17                   | -                    | -                    | -                    |                                      |                                                                 |      |
| 愛鄖書                              | 雙城記                       | 10                   | -                    | -                    | -                    | 翻唱徐小鳳作品                       | 翻唱徐小鳳作品                                                  |      |
| Oh My Goodness                      | 再見雪人                     | -                    | -                    | -                    | -                    |                                      |                                                                 |      |
| 2013年                              |                              |                      |                      |                      |                      |                                      |                                                                 |      |
| Oh My Goodness                      | 鏡子說                       | -                    | -                    | -                    | -                    |                                      |                                                                 |      |
| Playlist                            | 謝謝儂                       | 9                    | -                    | -                    | -                    | 翻唱陳奕迅作品                       | 翻唱陳奕迅作品                                                  |      |
| 2014年                              |                              |                      |                      |                      |                      |                                      |                                                                 |      |
| Playlist                            | 遇見                         | -                    | -                    | -                    | -                    | 翻唱孫燕姿作品                       | 翻唱孫燕姿作品                                                  |      |
| 2015年                              |                              |                      |                      |                      |                      |                                      |                                                                 |      |
| 潘源良是誰最愛作品選                | 憑著愛                       | 17                   | -                    | -                    | -                    | 與林二汶、C AllStar合唱 翻唱蘇芮作品 | 與林二汶、C AllStar合唱 翻唱蘇芮作品                            |      |
| Crossroads                          | 你讓我飛                     | 12                   | -                    | -                    | -                    |                                      |                                                                 |      |
| Made In Hong Kong 林一峰x香港中樂團 | 陳忠漢與趙美鳳               | 19                   | -                    | -                    | -                    |                                      |                                                                 |      |
| 2016年                              |                              |                      |                      |                      |                      |                                      |                                                                 |      |
| Roadwork                            | Thanks L.A., It's Been Great | 2                    | -                    | -                    | -                    |                                      |                                                                 |      |
| 2017年                              |                              |                      |                      |                      |                      |                                      |                                                                 |      |
| Roadwork                            | 應該拍下照片                 | 14                   | -                    | -                    | -                    | 重新演繹                             | 重新演繹                                                        |      |
| 絕對清白                            | 影子戰                       | -                    | -                    | -                    | -                    |                                      |                                                                 |      |
| 細水如歌                            | 感情到老                     | 2                    | -                    | -                    | -                    | 翻唱陳百強作品                       | 翻唱陳百強作品                                                  |      |
| 2018年                              |                              |                      |                      |                      |                      |                                      |                                                                 |      |
| Travelogue 4 Escape                 | 出走                         | 3                    | -                    | -                    | -                    |                                      |                                                                 |      |
| Travelogue 4 Escape                 | 幻覺湖                       | 14                   | -                    | -                    | -                    |                                      |                                                                 |      |
| Travelogue 4 Escape                 | As Far As Love Goes          | -                    | -                    | -                    | -                    |                                      |                                                                 |      |
| 2019年                              |                              |                      |                      |                      |                      |                                      |                                                                 |      |
| Travelogue 4 Escape                 | 旅情                         | -                    | -                    | -                    | -                    |                                      |                                                                 |      |
| Travelogue 4 Escape                 | 蝴蝶谷                       | -                    | -                    | -                    | -                    |                                      |                                                                 |      |
| 派台歌曲成績（五台）                |                              |                      |                      |                      |                      |                                      |                                                                 |      |
| 唱片                                | 歌曲                         | 903                  | RTHK                 | 997                  | TVB                  | ViuTV                                | 備註                                                            | 備註 |
| 2020年                              |                              |                      |                      |                      |                      |                                      |                                                                 |      |
| Born in Kowloon                     | 世界中心繼續轉               | 2                    | -                    | 2                    | -                    | 1                                    |                                                                 |      |
| Born in Kowloon                     | 兜路                         | 10                   | -                    | 14                   | -                    | -                                    |                                                                 |      |
| Born in Kowloon                     | 花與根                       | 6                    | -                    | -                    | -                    | -                                    |                                                                 |      |
| Born in Kowloon                     | 西裝友的心事                 | -                    | -                    | -                    | -                    | -                                    |                                                                 |      |
| 2021年                              |                              |                      |                      |                      |                      |                                      |                                                                 |      |
| 子曰                                | 海市蜃樓                     | -                    | -                    | 4                    | ×                    | ×                                    | 「音樂永續」作品 翻唱林子祥作品 加拿大至 HIT 中文歌曲排行榜：12 |      |
| 思源                                | 再見一次就一次               | 10                   | 7                    | 4                    | -                    | -                                    |                                                                 |      |
| Waves                               | 時間囊2021                   | -                    | -                    | -                    | ×                    | ×                                    | 翻唱C AllStar作品                                               |      |
| 2022年                              |                              |                      |                      |                      |                      |                                      |                                                                 |      |
| 子曰                                | 分分鐘需要你                 | -                    | -                    | -                    | -                    | -                                    | 翻唱林子祥作品                                                  |      |
|                                     | For Leif                     | -                    | -                    | -                    | ×                    | ×                                    |                                                                 |      |
| 2023年                              |                              |                      |                      |                      |                      |                                      |                                                                 |      |
| 床頭歌（失眠20年）                  | 19 Forever                   | -                    | -                    | -                    | ×                    | -                                    |                                                                 |      |
| 在一起                              | 我病了                       | -                    | -                    | -                    | ×                    | ×                                    | 翻唱3P作品                                                      |      |
| 2024年                              |                              |                      |                      |                      |                      |                                      |                                                                 |      |
| 作業                                | 井底蛙看畫中花               | -                    | -                    | -                    | -                    | -                                    |                                                                 |      |
| 作業                                | 讓我的河流回到你的雙眼       | -                    | -                    | -                    | ×                    | ×                                    |                                                                 |      |
|                                     | 灰飛煙滅                     | -                    | -                    | -                    | ×                    | ×                                    | 翻唱許志安作品                                                  |      |
| 2025年                              |                              |                      |                      |                      |                      |                                      |                                                                 |      |
|                                     | Forever Friends              | -                    | -                    | -                    | ×                    | ×                                    | 翻唱Cookies作品                                                 |      |

| 各台冠軍歌總數 | 各台冠軍歌總數 | 各台冠軍歌總數 | 各台冠軍歌總數 | 各台冠軍歌總數 | 各台冠軍歌總數    | 各台冠軍歌總數    | 各台冠軍歌總數 |
| -------------- | -------------- | -------------- | -------------- | -------------- | ----------------- | ----------------- | -------------- |
| 四台a          | 903            | RTHK           | 997            | TVB            | 備註              | 備註              | 備註           |
| 四台a          | 2              | 0              | 1              | 1              | 四台冠軍歌總數：0 | 四台冠軍歌總數：0 |                |
| 五台b          | 903            | RTHK           | 997            | TVB            | ViuTV             | 備註              |                |
| 五台b          | 0              | 0              | 0              | 0              | 1                 | 四台冠軍歌總數：0 |                |

- （*）上榜中
- （-）未能上榜
- （×）沒有派往該台
- （(1)）兩週冠軍
- ^  注解a：包括2020年後的冠軍歌曲
- ^  注解b：2020年起

## 創作音樂作品
1998年
- 張智霖 - 像我的人（林一峰曲）
- 劉愷威 - 情詩（林一峰曲，高鴻建詞）
- 劉愷威 - 別月（徐繼宗曲，徐繼宗/林一峰/張景謙詞）
- 錦繡二重唱、李心潔、Wonder 4 - 夢想的彈簧床（林一峰曲，錦繡詞）

1999年
- 區永權、陳　鳳 - 半熟（區永權曲，林一峰詞）
- 杜德偉 - 做我的情人（徐繼宗曲，林一峰詞）
- 星盒子、林一峰 - 小英雄（林一峰曲詞）
- 星盒子、林一峰 - Lemon & Sweet（林一峰曲詞）
- 星盒子、林一峰 - Stay A Little Longer（林一峰曲詞）
- 莫文蔚 - 你最愛的歌（林一峰曲，李焯雄詞）
- 婷　婷 - 思念森林（林一平、王繼康曲，林一峰詞）

2000年
- 少爺占 - On My Way（林一峰曲，少爺占詞）
- 少爺占 - 我病了（林一峰曲，少爺占詞）
- 少爺占 - 大個咗（少爺占、林一峰、Vitamin-M曲，少爺占詞）
- 少爺占 - Bonus Track（少爺占、林一峰、Vitamin-M曲，少爺占詞）
- 少爺占 - 只要有想去的地方（林一峰曲，Donald詞）
- 少爺占 - 大個咗（國）（少爺占、林一峰、Vitamin-M曲，少爺占、林一峰詞）
- 少爺占、茜利妹 - 紅粉小簿簿（林一峰曲，少爺占、茜利妹詞）
- 少爺占、茜利妹 - 青春火花（林一峰、Kenney曲，少爺占、茜利妹詞）
- 茜利妹 - 神婆話（林一峰曲，優遊之比詞）
- 茜利妹 - 我吃男人（林一峰曲，茜利妹詞）
- 茜利妹、林二汶 - 苦海孤雛（林一峰曲，茜利妹詞）
- 張信哲 - 王子公主（林一峰曲，李宗盛詞）
- 陳慧嫻 - 睡公主（林一峰曲，梁芷珊詞）
- 陳慧嫻 - 今日不一樣（林一峰、志川曲，鄭雋詠詞）

2001年
- 十二金蛋合唱團 - 發一輪功（林一峰曲，黃仲凱詞）
- 本多RuRu - 誰怕誰（林一峰、林二汶曲，林夕詞）
- 杜德偉 - Set U Free（林一峰、林二汶曲，林一峰、林二汶、樸普詞）
- 杜德偉 - 發言人（林一峰、林二汶曲，林夕詞）
- 林二汶 - 好天氣（林一峰曲、少爺占詞）
- 侯湘婷 - 秋天以後的故事（林一峰曲、姚謙詞）
- 梁詠琪 - 空中小姐（林一峰曲，林夕詞）
- 梁詠琪 - 西貢小姐（林一峰曲，何秀萍詞）
- 傅珮嘉 - 一對人（林一峰曲，林夕詞）
- 傅珮嘉 - 女子公寓（傅珮嘉曲，茜利妹、林一峰詞）
- 楊千嬅 - 悲歌之王（林一峰曲，林若寧詞）
- 鄭伊健 - 夏桑菊（林一峰曲，林夕、黃仲凱詞）
- 鍾兆康 - 踢走時限（林一峰、林二汶曲，Sandy C詞）
- 譚耀文 - 原來就是你（林一峰曲，歐志深詞）

2002年
- at17 - The Best Is Yet To Come（林一峰曲詞）
- at17 - 他和她的事情（林一峰曲，郭啟華詞）
- at17 - At Seventeen（Janis Ian曲，林一峰詞）
- at17 - 你有自己一套（林二汶曲，林一峰詞）
- at17 - 唱歌（林一峰曲，于逸堯詞）
- at17 - 始終一天（林一峰曲詞）
- Cookies - Forever Friends（林一峰曲，林一峰、朱治良詞）[8]
- 林二汶 - 雪糕（林一峰曲，少爺占詞）
- 林二汶 - 寄生（林一峰曲，少爺占詞）
- 林二汶 - 男朋友（林一峰曲，少爺占詞）
- 林二汶 - 和你在一起（林一峰曲，少爺占詞）
- 星盒子 - 紅綠燈（徐繼宗曲、林一峰、徐繼宗詞）
- 星盒子 - 折磨（區永權、林一峰曲，林一峰詞）
- 陳奕迅 - 謝謝儂（林一峰曲，林夕詞）
- 陳慧琳 - 零距離（林一峰曲，易家揚詞）
- 黃伊汶 - 天使愛美麗（林一峰曲詞）
- 葉蒨文 - 華麗緣（林一峰曲，周耀輝詞）
- 葉蒨文 - 你聽到了沒有（林一峰曲詞）
- 葉蒨文 - 最難唱的情歌（林二汶曲，林一峰詞）
- 鄭秀文 - 我也有那個需要（林一峰曲詞）
- 關心妍 - 考驗（林一峰曲詞）
- 關心妍 - 音樂女神（林一峰曲，梁芷珊詞）
- 關心妍 - 完舞曲（林一峰曲詞）
- 關心妍 - 流星（林一峰曲詞）
- 蕭亞軒 - 自己人（林一峰曲，林夕詞）

2003年
- 2R - 我倆個（林一峰曲，因葵詞）
- at17 - 女扮男生（林一峰曲詞）
- at17 - Lost In L.A.（林一峰曲詞）
- Boy'z - 一起喝采（林一峰曲，樂魚詞）
- Boy'z - 奇幻世界（林一峰曲，馮國偉詞）
- Double R - 今天應該更高興（林一峰曲詞）
- Double R - Magic（林一峰曲，吳倩怡詞）
- Double R - 大聲講（林一峰曲詞）
- Double R - 十分K（林一峰曲）
- Double R Feat. 許志安 - 安哥之歌（徐偉賢曲，林一峰詞）
- Shine - 曼谷瑪利亞（林一峰曲，黃偉文詞）
- Twins - 女朋友（林一峰曲，黃偉文詞）
- 李逸朗 - 某某（林一峰曲，李逸朗、高皓正詞）
- 林一峰、藍奕邦 - 兩個陌生男子（林一峰、藍奕邦曲詞）
- 林一峰、傅珮嘉 - Goodnight Song（林一峰、傅珮嘉曲，林一峰詞）
- 林曉培 - 不知好歹（林一峰曲、林夕詞）
- 林曉培 - 我相信你（林一峰曲，林一峰、Steve Lee詞）
- 孫燕姿 - 遇見（林一峰曲，易家揚詞）
- 梁詠琪 - 心理報告（林一峰曲，陳少琪詞）
- 梁詠琪 - 迴旋木馬的終端（林一峰曲，林夕詞）
- 許志安 - 輕輕的 酥酥的（Eric Kwok曲，林一峰詞）
- 郭富城 - 微涼之後（林一峰曲，小美詞）
- 野　仔 - 廿幾（野仔曲，林一峰、少爺占詞）
- 陳奕迅 - 要你的（林一峰、李騰機曲，林夕詞）
- 陳慧琳 - 來生也想做女人（林一峰曲，李峻一詞）
- 傅珮嘉 - 一支煙的時間（林一峰曲詞）
- 傅珮嘉 - 踩鋼線（林一峰曲，傅珮嘉詞）
- 黃耀明 - 新浪漫（林一峰曲，黃偉文詞）
- 葉文輝 - 十日談（林一峰曲，林若寧詞）
- 葉文輝 - 好學（林一峰曲，Calvin詞）
- 蕭正楠 - 新口味（林一峰曲，林若寧詞）
- 蕭亞軒 - 開始愛（林一峰曲，姚謙詞）
- 方皓玟 - 對味的人（林一峰曲詞）

2004年
- at17 - 冷熱之間（林一峰曲詞）
- at17 - 玩火（林一峰曲詞）
- I Love You Boyz - 一加一等於二（林一峰曲、I Love You Boyz詞）
- Shine - 避雨（林一峰曲，陳少琪詞）
- Shine - 上個夏天的火花（林一峰曲，姚謙詞）
- 李克勤 - 初戀十一歲（林一峰曲，黃偉文詞）
- 李克勤 - 火柴（林一峰曲詞）
- 官恩娜 - Let Go（林一峰曲，阿蒙詞）
- 林一峰、at17 - 免客氣（林一峰曲詞）
- 林一峰、周國賢、at17、薛凱琪 - 肥貓最強（林一峰曲，周國賢詞）
- 梁祖堯 - 一個（曾偉賢曲，林一峰詞）
- 梁詠琪 - 給最開心的人（林一峰曲詞）
- 鄭秀文 - 調情（林一峰曲、黃偉文詞）
- 關心妍 - 髮調橙（Edward Chan、Charles Lee曲，游思行、林一峰詞）
- 關心妍 - 有生之年（林一峰曲，林若寧詞）

2005年
- at17 - 衝衝衝（林一峰曲詞）
- at17 - 變變變（林二汶曲，林一峰詞）
- at17 - 女扮男生（國語版）（林一峰曲詞）
- 何　炅 - 一路走過（林一峰曲）
- 何　炅 - 早晨（林一峰曲）
- 何韻詩 - 失戀日記（林一峰曲，黃仲凱詞）
- 孟庭葦 - 琥珀（林一峰曲，姚謙詞）
- 孫燕姿 - Honey Honey（林一峰曲詞）
- 梁詠琪 - 遊牧民族（林一峰曲，管啟源詞）
- 梁詠琪 - 妝苑（林一峰曲，夏至詞）
- 陳奕迅 - 不良嗜好（林一峰曲，黃偉文詞）
- 楊丞琳 - 不見（林一峰曲，陳鎮川詞）

2006年
- I Love You Boyz - 爆裂戰隊（林一峰曲，林一峰、亞賢、I Love You Boyz詞）
- 胡　琳 Feat. 林一峰 - 手·心（林一峰曲詞）
- 周筆暢 - 那個那個（林一峰曲）
- 梁漢文 - 路漫漫（梁漢文、林一峰曲，林夕詞）
- 動力火車 - Never Say Goodbye（林一峰曲，徐世珍詞）

2007年
- 朱哲琴 - 一首歌 （林一峰曲，姚謙詞）
- 梁雨恩 - 到處都是傳奇（林一峰曲，周耀輝詞）

2009年
- 任賢齊 - 朋友，你變了沒有（林一峰曲詞）
- 李卓庭 - All Is Fine（林一峰曲詞）
- 周麗淇 - 天梯（林一峰曲詞）
- 陳柏宇 - Imaginary Love（林一峰曲，馮曦妤詞）
- 小娟與山谷裡的居民 － 離家不遠 （林一峰曲詞）
- 林一峰、林二汶 - 與脂肪對話（林一峰曲詞）

2010年
- 林一峰、林二汶 - 三（林一峰曲，周耀輝詞）
- 林二汶 - 愛你枕邊暖（林一峰曲詞）
- 林二汶 - 無忘花（林一峰曲詞）
- 田馥甄（Hebe） - 離島（林一峰曲，施人誠詞）
- 恭碩良 - It's Over Now（Skot Suyama曲，林一峰詞）

2011年
- 林一峰、黃　馨 - 《花訣》專輯：萬花筒／春花祭／蜜糖毒／桃李園／蝴蝶吻／毋忘花／風信子（秋）／曇花夜／鏡花緣／桂花釀／萬花同（林一峰曲詞）
- 黃　馨 - 風信子（春）（林一峰曲，馮瀚銘詞）
- 林二汶 - 舊男友（林一峰曲詞）
- 楊千嬅 - 女人三十（林一峰曲，黃婷詞）
- 楊千嬅 - 哭出來（林一峰曲，林夕詞）

2012年
- C AllStar - 時間囊（林一峰曲詞）
- 林二汶 - 微醺（CMGroovy曲，林一峰詞）
- 林二汶 - 如水（荒井壯一郎曲，林一峰詞）
- 梁詠琪 - Butterfly Kisses（林一峰曲詞）
- 趙學而 - 月光燈（林一峰曲詞）
- 羅敏莊 - 我做到（林一峰曲詞）
- 羅敏莊 - 太重感情（林一峰曲詞）

2013年
- Yellow! - 星火（Yellow!曲，林一峰詞）
- 李安豪 - What's Up Buddy（林一峰曲詞）
- 李安豪 - 大澳愛上威尼斯（陳仕燊曲，林一峰詞）
- 容祖兒 - 近在咫尺（馮翰銘曲，林一峰詞）
- 謝安琪 - 一（林一峰曲詞）

2014年
- 李安豪 - 為你驕傲（林一峰曲，林一峰/鄧小巧詞）
- 李安豪 - 出走（林一峰曲詞）
- 李克勤 - 北京北角（林一峰曲，黃偉文詞）
- 林二汶 - 最幸運的人（倫永亮曲，林一峰詞）
- 林二汶 - 在你身旁（藍奕邦曲，林一峰詞）
- 周柏豪 - 關於我們（林家謙曲，林一峰詞）
- 周柏豪 - 你是我的未來（周柏豪曲，林一峰詞）
- 黎曉陽 - 天行者（謝國維曲，林一峰詞）
- Robynn & Kendy - 月湖（Kendy Suen曲，林一峰詞）
- 李拾壹 - 死等（李拾壹曲，林一峰詞）
- 蘇妙玲 - 藍友（林一峰曲詞）

2015年
- K.I.S. - 荔枝山Rocky（林一峰曲詞）
- 林二汶 - 至死不渝（林二汶曲，林一峰詞）
- 糖妹 - 紙鶴（林一峰曲詞）
- 李拾壹 - 小李（李拾壹曲，林一峰詞）
- 平安 - 極光（鄭小宇曲，林一峰詞）

2016年
- 張碧晨 - 彩繪（Yael Mayer/Seth Jones曲，林一峰詞）
- 梁詠琪 - My Little Sofia（林一峰曲詞）

2017年
- 陳慧敏 - 石路（林一峰曲詞）

2018年
- 許廷鏗 - 體操（林一峰曲，周耀輝詞）

2019年
- 林二汶 - 解語花（于逸堯曲，林一峰詞）
- 林二汶 - 餓（林一峰曲，周耀輝詞）
- 林二汶、6號@RubberBand - 超友誼（Cousin Fung曲，林一峰詞）

2020年
- 粱曉豐 - 曖昧之後，離開之前（林一峰曲詞）

2022年
- Robynn Yip - 時光樹（Robynn Yip、游政豪、潘鵬展曲，林一峰詞）

2024年
- 陳明憙 - Little Love（林一峰/陳明憙詞）
- 郁可唯 - 白日盡頭（林一峰詞）

## 演出

### 舞台劇
- 《馴情記》（2003年）
- 《你今日拯救咗地球未呀?》（2005年）
- 《一期一會》（2007年）
- 《戀愛總是平靜地意外身亡》（2009年 - 2010年）

### 電影
- 《天使》[I Am Not What You Want] （页面存档备份，存于）（2001）
- 《窗外》Buffering（2003）
- 《公主復仇記》Beyond Our Ken（2004）客串
- 《春田花花同學會》Mcdull The Alumni（2006）客串，飾「囉仔記」「嗶」飯員
- 《破事兒》Trivial Matters（2007）客串
- 《死神傻了》（2009）客串，飾死神
- 《爆3俏嬌娃》(2013) 客串，飾抹汗男

### 電影配音
- 《加菲貓》The Movie: Garfield（2004）聲演：阿Dick
- 《麥兜菠蘿油王子》Mudull the Pineapple Bun Prince（2004）聲演：少年麥兜
- 《熱鬥小斑馬》Racing Stripes（2005）聲演：斑馬小斑
- 《西遊·降魔篇》The Journey to the West（2013）聲演：唐三藏
- 《西遊·伏妖篇》The Journey to the West：The Demons Strike Back（2017）聲演：唐三藏

### 廣播劇
- 香港電台廣播劇︰《姐弟情》聲演：華仔

### 電視
- 2012年︰亞洲電視《ATV2012感動香港人物推選》主持
- 2013年︰有線電視《食德好 林一峰X孖人廚房》主持
- 2017年︰ViuTV《回憶備份》旁白
- 2018年︰ViuTV《人住公屋 我住公屋》主持
- 2019年︰J2《StarTalk》嘉賓
- 2020年︰ViuTV《Chill Club》嘉賓
- 2020年︰TVB《流行經典50年》嘉賓
- 2020年︰J2《我們的音樂時代》嘉賓

### 演唱會／音樂會
2003年
- 香港饑饉三十閉幕演唱會
- 《馴情記》音樂劇場
- 加拿大溫哥華及多倫多首個個人海外演唱會

2004年
- 香港藝術節《1,2,3到你》音樂會
- 香港饑饉三十開幕演唱會
- 電影《麥兜菠蘿油王子》 - 配音，插曲演唱
- 林一峰遊樂會2004（香港新伊利莎白體育館）

2005年
- 香港電台製作 - 南非《放虎歸山》特輯主持
- k.d. lang 香港演唱會開場嘉賓
- 《你今日拯救咗地球未呀?》音樂劇場
- 楊千嬅x林一峰拉闊音樂會
- at17 x 林一峰加拿大音樂會（卡加里及多倫多）
- Vocal Sampling x 林一峰夏灣拿唱遊嘉年華

2006年
- Camping in Hong Kong 演唱會（香港藝術中心壽臣劇場）
- Camping in Vancouver - Music Gathering + Mini Concert
- 一峰一人一結他音樂會（香港藝術中心壽臣劇場）

2007年
- 《一期一會》音樂劇場（香港演藝學院歌劇廳）
- 林一峰@3G門戶中國唱遊（上海、南京、北京、武漢、廣州）

2008年
- Storyteller Concert 說故事的人　林一峰演唱會2008（九龍灣國際展貿中心Star Hall）
- 林一峰@3G門戶中國唱遊（福州、廈門）
- "林一峰 + the pancakes 音樂會" One Cake One Live（香港藝術中心壽臣劇場）
- 一峰一人一結他08（香港藝術中心壽臣劇場）

2009年
- 林一峰忽然33生日派對（WISE KID 33）（香港藝術中心Anges b Theatre）
- 山谷裡的一峰音樂會（香港藝術中心壽臣劇場）
- 一峰二汶好天氣演唱會（香港紅磡體育館）

2010年
- 一峰不能藏二汶演唱會（香港新伊利莎白體育館）

2011年
- 香港藝術節－林一峰x黃馨《花訣》音樂會 - Requiem For Flowers（香港藝術中心壽臣劇場）
- 一峰一人一結他新加坡華藝音樂節
- 一峰一人一結他2011 - One Magic Day （香港賽馬會演藝劇院）
- 一峰二汶Matching Souls音樂會（澳門文化中心）
- 2011 The Last Magic Day（香港藝術中心壽臣劇場）

2012年
- 2012 The First Magic Day（香港藝術中心壽臣劇場）

2013年
- 林一峰遊樂會2013（香港新伊利莎白體育館）
- 杜麗莎遇林一峰（香港新光劇場）
- 一峰一人一結他2013（香港藝術中心壽臣劇場）

2014年
- Playlist（香港藝術中心壽臣劇場）
- 簡單生活節（台北，w/林二汶）

2015年
- Playlist（廣州中央車站）
- 一峰一人一結他 Keep Moving On（蒲吧）
- 林一峰 x 香港中樂團（香港文化中心音樂廳）

2016年
- 遊GIG（香港九龍灣Music Zone）

2017年
- 我和你的床頭歌演唱會（香港九龍灣國際展貿中心Star Hall）
- 《林一峰 x 林奕匡 Mr. Nice Guys》演唱會（香港九龍灣國際展貿中心Rotunda Hall）

2018年
- Escape Live（香港藝術中心壽臣劇場）

2019年
- 林一峰 x 香港中樂團（香港文化中心音樂廳）
- 林一峰 x 新世紀青年管弦樂團（荃灣大會堂演奏廳）

2023年
- ⁠林一峰失眠二十年音樂會（香港藝術中心壽臣劇院⁠）

## 著作
- 《音樂‧旅‧情》（2004）－ 散文集
- 《隨身聽．隨心唱》（2005）－ 散文集
- 《一峰一人一結他》（2006）－ 結他簡譜 + 散文集
- 《思生活》（2007）－ 散文集
- 《游子意外》（2009）－ 旅行故事
- 《半滿‧半空》（2013）－ 散文集
- 《慢煮‧快活》／《Slow Food in Asia's Fast Cities》 (2014) - 食譜
- 《歌裏人》(2018) - 散文集
- 《為何是你 為何不是你》(2019) - 旅行/愛情故事

## 主要獎項
2003年
- 第40屆金馬獎最佳原創電影歌曲：─《迴旋木馬的終端》作曲（「向左走．向右走」）
- 2003年度叱咤樂壇流行榜頒獎典禮 叱咤樂壇生力軍男歌手金獎
- 2003年度叱咤樂壇流行榜頒獎典禮 叱咤樂壇唱作人銀獎

2004年
- 第4屆華語音樂傳媒大獎最佳民謠藝人
- 第4屆華語音樂傳媒大獎最佳新人
- 第4屆華語音樂傳媒大獎十大專輯
- IFPI最佳銷量新人獎
- 全球華語歌曲排行榜年度最佳作曲 - 遇見

2005年
- 第5屆華語音樂傳媒大獎最佳民謠藝人

2008年
- 第17屆香港舞台劇年度最佳創作音樂獎項

2009年
- TVB8金曲獎十大金曲「遊子意」
- TVB8金曲獎最佳編曲「遊子意」
- TVB8金曲獎創作人銅獎

2012年
- 第12屆音樂風雲榜年度盛典全國最佳民謠歌手
- 第12屆華語音樂傳媒大奬年度粵語專輯《花訣》（林一峰／黃馨／馮瀚銘）
- 第12屆CASH金帆音樂獎個人最多新作品演出獎（作曲家）

2016年
- 第16屆音樂風雲榜全國最佳民謠歌手

## 外部連結
- 官方网站
- 林一峰的Facebook專頁
- 林一峰的Instagram帳戶
- YouTube上的林一峰頻道